# Handball-Europameisterschaft der Frauen 2030/Qualifikation
Die Qualifikation zur Teilnahme an der Handball-Europameisterschaft der Frauen 2030 sollte im Dezember 2024 mit dem Zuschlag der Ausrichtung der Europameisterschaft durch die Europäische Handballföderation (EHF) beginnen und mit dem Abschluss der Qualifikationsspiele enden.

## Organisator
Im Dezember 2024 gab die EHF bekannt, dass für die Europameisterschaft keine Bewerbungen angenommen wurden.

## Europameisterschaft 2028
Bei der Europameisterschaft 2028 sollen Teilnehmer ermittelt werden. Startberechtigt ist grundsätzlich der Europameister; sollte das einer der Organisatoren der Europameisterschaft 2030 sein rückt automatisch der Nächstplatzierte nach.

## Qualifikationsspiele
Weitere Teilnehmer sollten in Qualifikationsspielen ermittelt werden.

## Teilnehmende Mannschaften
| Mannschaft aus | Qualifiziert über | Datum der Qualifikation | Bisherige Teilnahmen an den 18 Europameisterschaften 1994–2028 | Bisherige Teilnahmen an den 18 Europameisterschaften 1994–2028 | Bisherige Teilnahmen an den 18 Europameisterschaften 1994–2028 |
| Mannschaft aus | Qualifiziert über | Datum der Qualifikation | Anzahl                                                         | in den Jahren                                                  | Titel                                                          |
| -------------- | ----------------- | ----------------------- | -------------------------------------------------------------- | -------------------------------------------------------------- | -------------------------------------------------------------- |